# Platylygus balli
Platylygus balli är en insektsart som beskrevs av Knight 1970. Platylygus balli ingår i släktet Platylygus och familjen ängsskinnbaggar. Inga underarter finns listade i Catalogue of Life.